# Marie Muilu Kiawanga Nzitani
Maman Marie Muilu Kiawanga Nzitani fut la porteuse du mouvement religieux kimbanguiste.

## Biographie
Marie Muilu Kiawanga Nzitani est née le 7 mai 1880 en République Démocratique du Congo. A l'arrestation de son mari Simon Kimbangu en 1921, elle prend la tête de l'église kimbanguiste afin de pérenniser l'église et de permettre à la population Congolaise de continuer de se retrouver. Maman Marie a eu trois enfants, dont Joseph Diangienda, qui a été le chef spirituel de l'Eglise kimbaguiste après elle. 
Elle décède le 27 avril 1959 et est enterrée à Ngombe Kinsunka. En 2020, la commune d'Etterbeek, en Région de Bruxelles-Capitale, l'honore symboliquement en apposant une plaque à son nom 'Marie Muilu Kiawanga Nzitani' au Square Léopoldville.